# Formica creightoni
Formica creightoni är en myrart som beskrevs av William F. Buren 1968. Formica creightoni ingår i släktet Formica och familjen myror. Inga underarter finns listade i Catalogue of Life.

## Bildgalleri

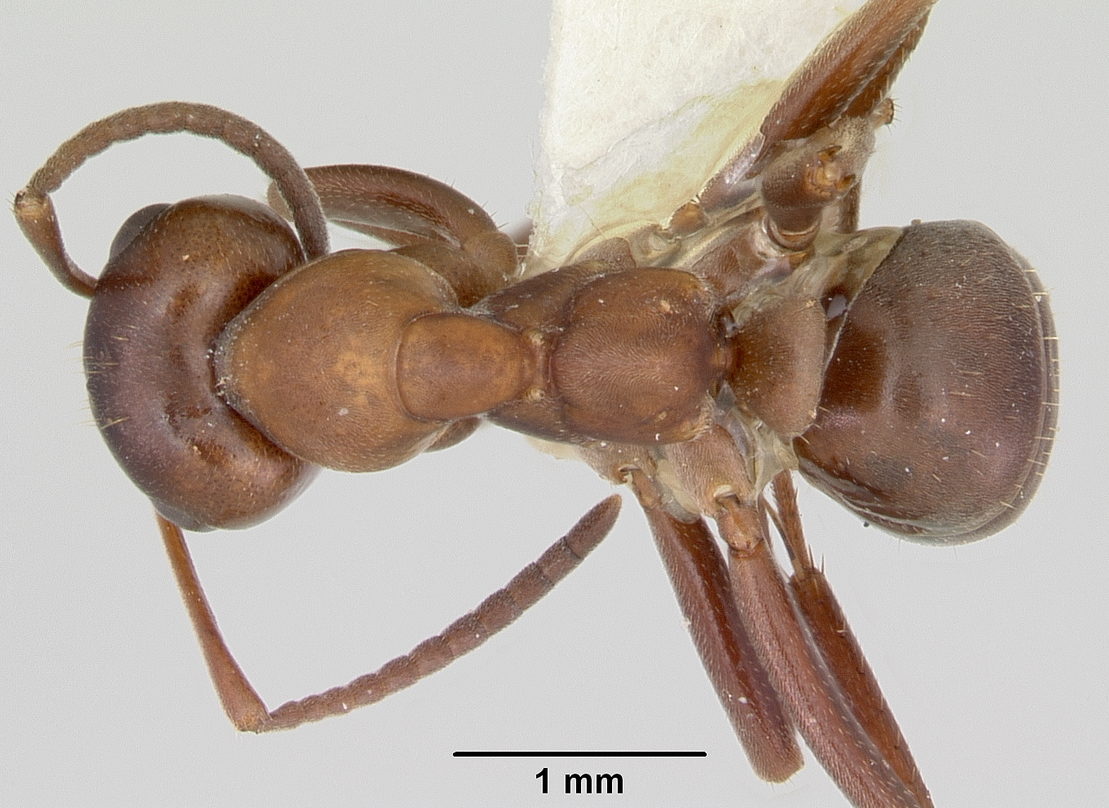
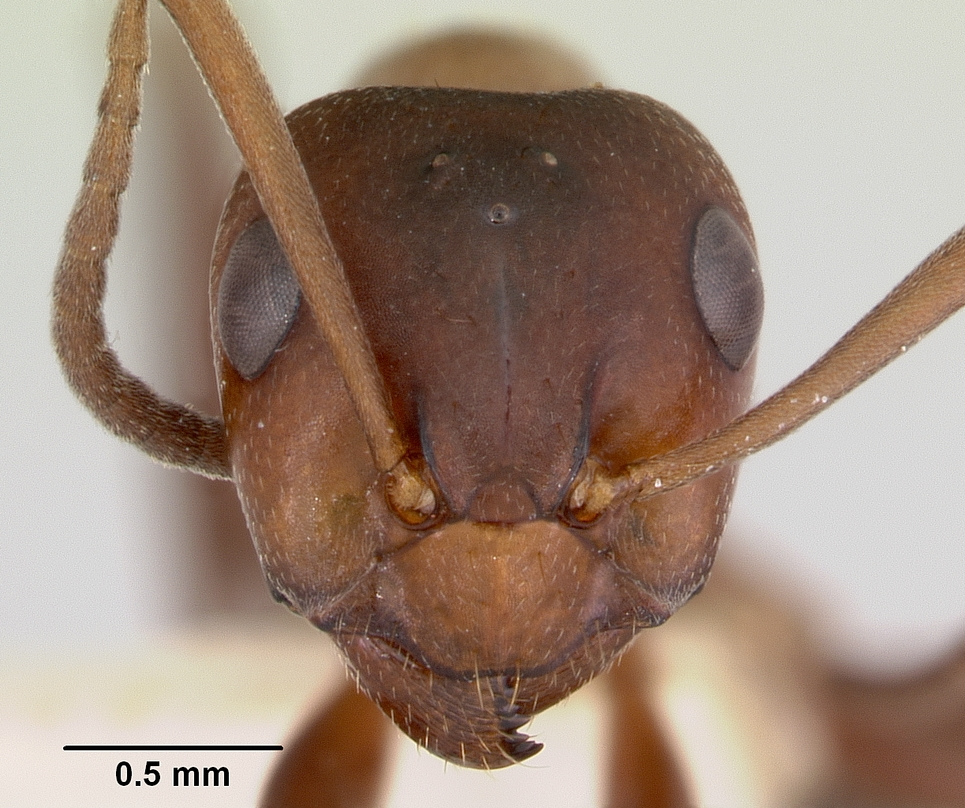
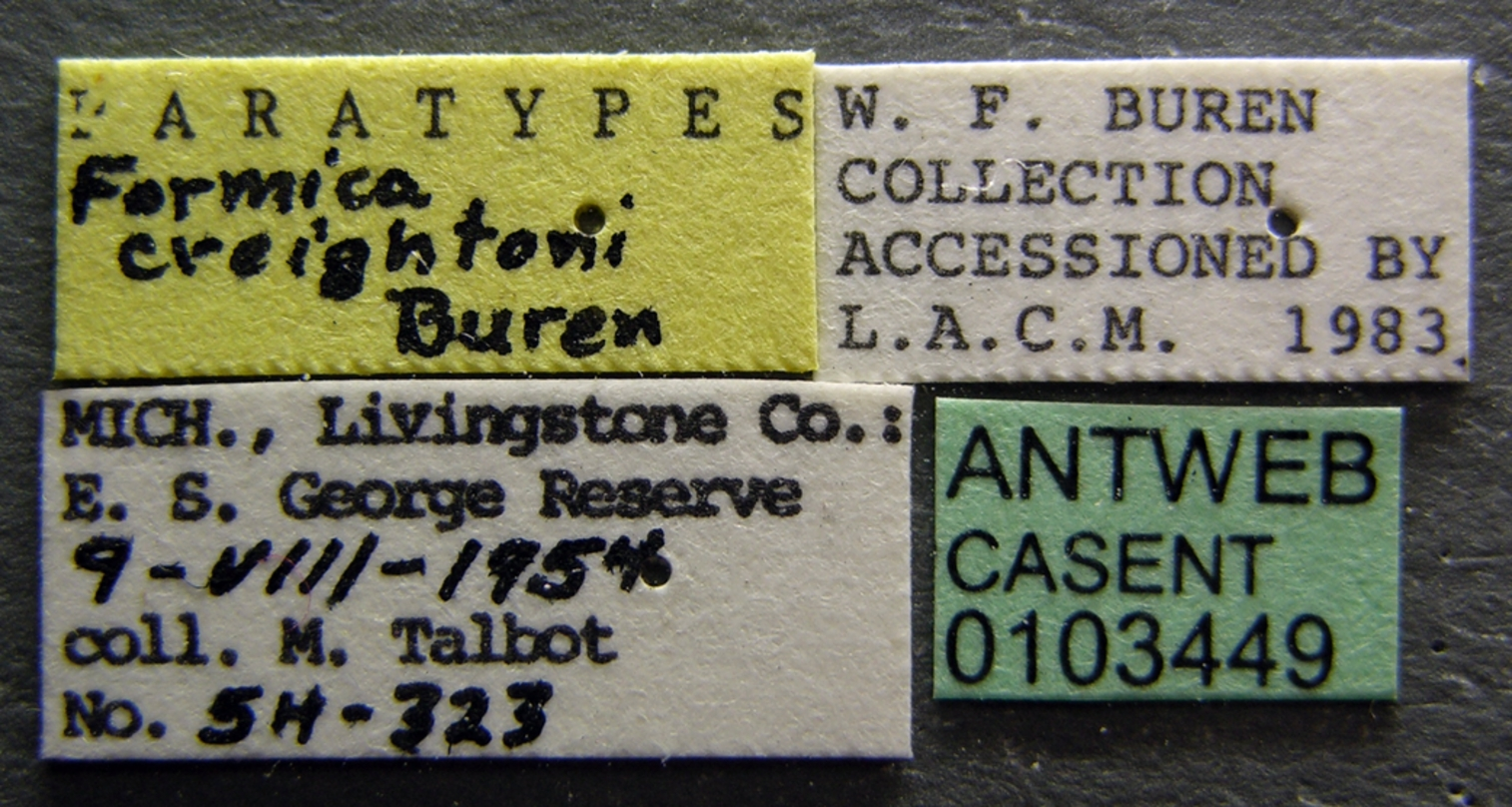
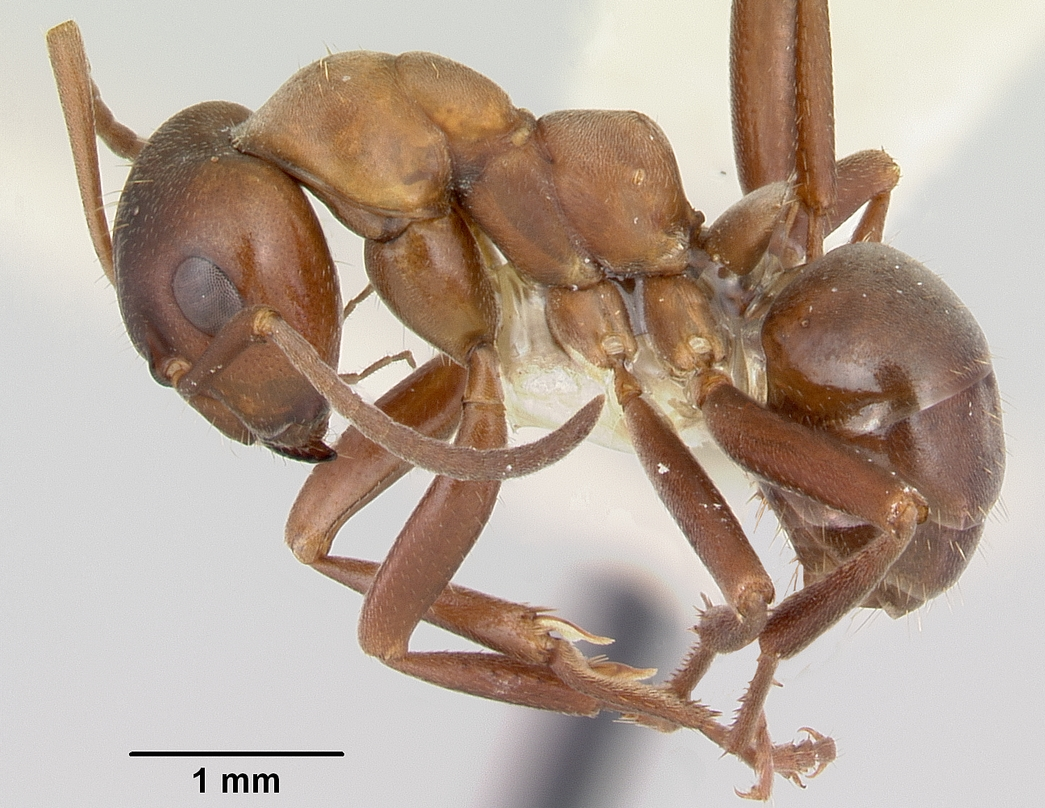
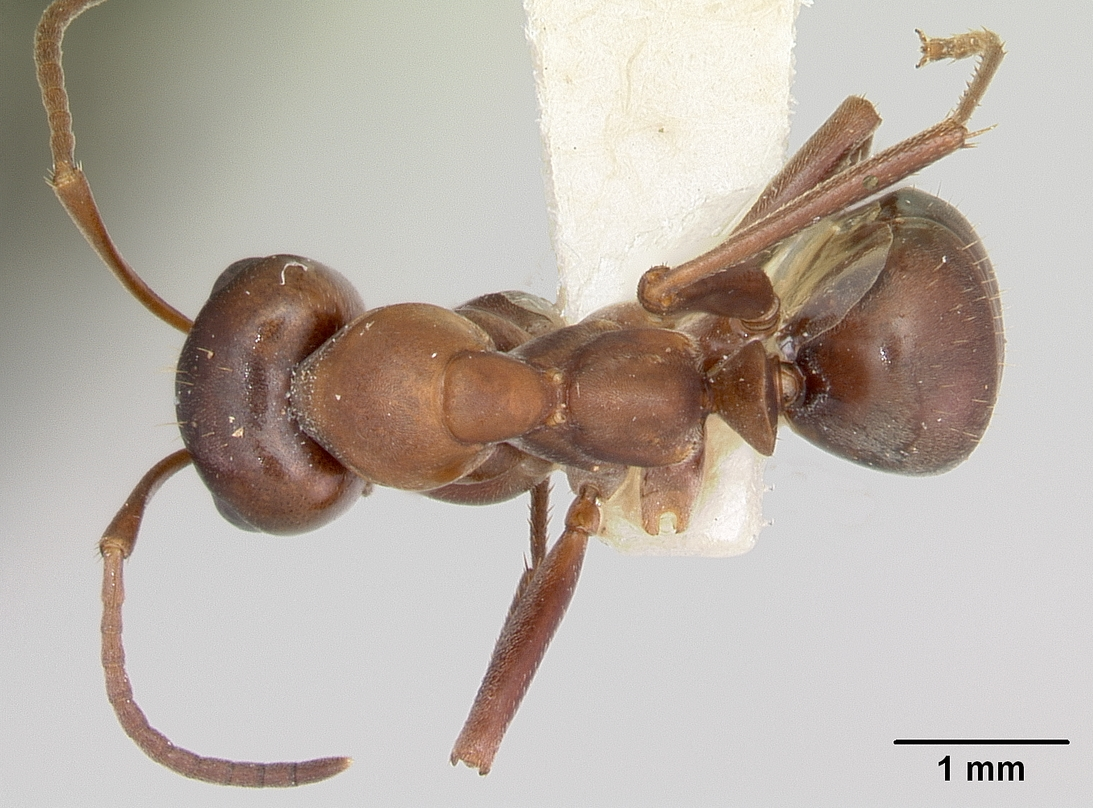
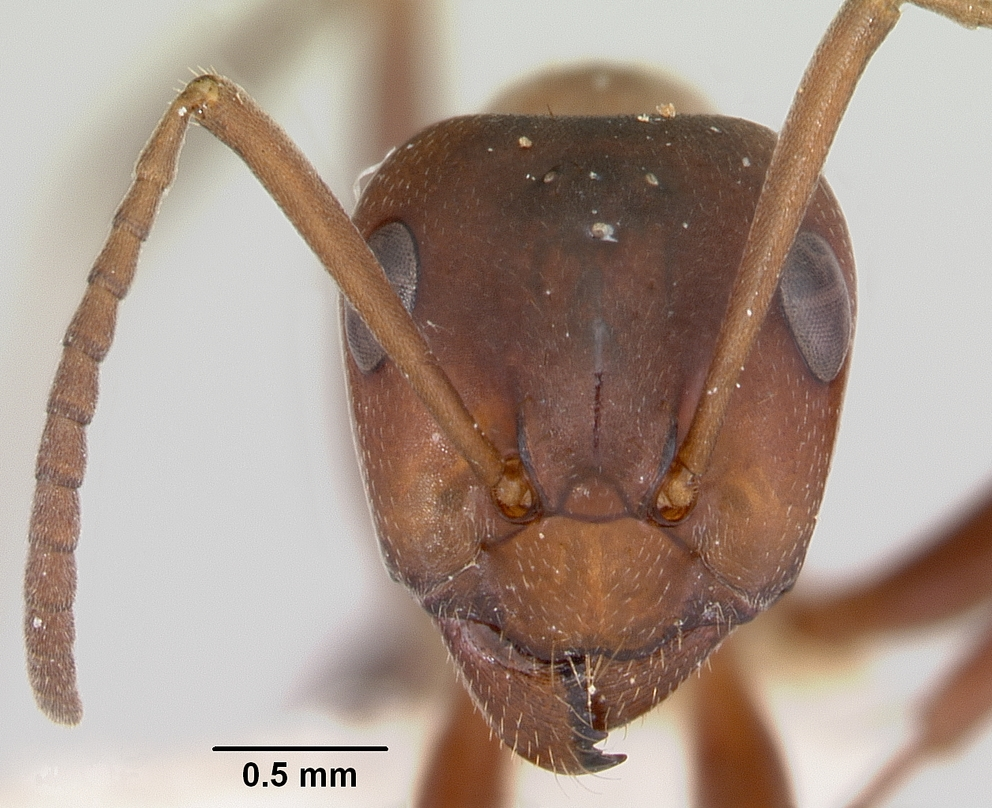